# Chlorophorus griseomaculatus
Chlorophorus griseomaculatus är en skalbaggsart som beskrevs av Maurice Pic 1925. Chlorophorus griseomaculatus ingår i släktet Chlorophorus och familjen långhorningar. Inga underarter finns listade i Catalogue of Life.